# Colayrac-Saint-Cirq
Colayrac-Saint-Cirq ist eine französische Gemeinde mit 3.106 Einwohnern (Stand: 1. Januar 2022) im Département Lot-et-Garonne in der Region Nouvelle-Aquitaine. Colayrac-Saint-Cirq liegt im Arrondissement Agen und gehört zum Kanton L’Ouest Agenais. Die Einwohner heißen Colayracais bzw. Colayracaises.

## Geografie
Colayrac-Saint-Cirq liegt am Fluss Garonne, in den hier das Flüsschen Bourbon einmündet. Umgeben wird Colayrac-Saint-Cirq von den Nachbargemeinden Saint-Hilaire-de-Lusignan im Norden und Westen, Madaillan im Norden und Nordosten, Foulayronnes im Osten und Nordosten, Agen und Le Passage im Südosten, Brax im Süden, Sainte-Colombe-en-Bruilhois im Süden und Südwesten sowie Sérignac-sur-Garonne im Südwesten.
Durch die Gemeinde führen die Route nationale 113 und die Route nationale 1021.

## Geschichte
Die kleine Ortschaft Montréal in der Gemeinde wurde 1308 als Bastide gegründet.
1889 wurden die Gemeinden Colayrac und Saint-Cirq zusammengeschlossen.

## Bevölkerungsentwicklung
| Jahr      | 1962 | 1968 | 1975 | 1982 | 1990 | 1999 | 2006 | 2012 | 2018 |
| --------- | ---- | ---- | ---- | ---- | ---- | ---- | ---- | ---- | ---- |
| Einwohner | 1873 | 2329 | 2551 | 2645 | 2653 | 2717 | 2823 | 2867 | 3106 |

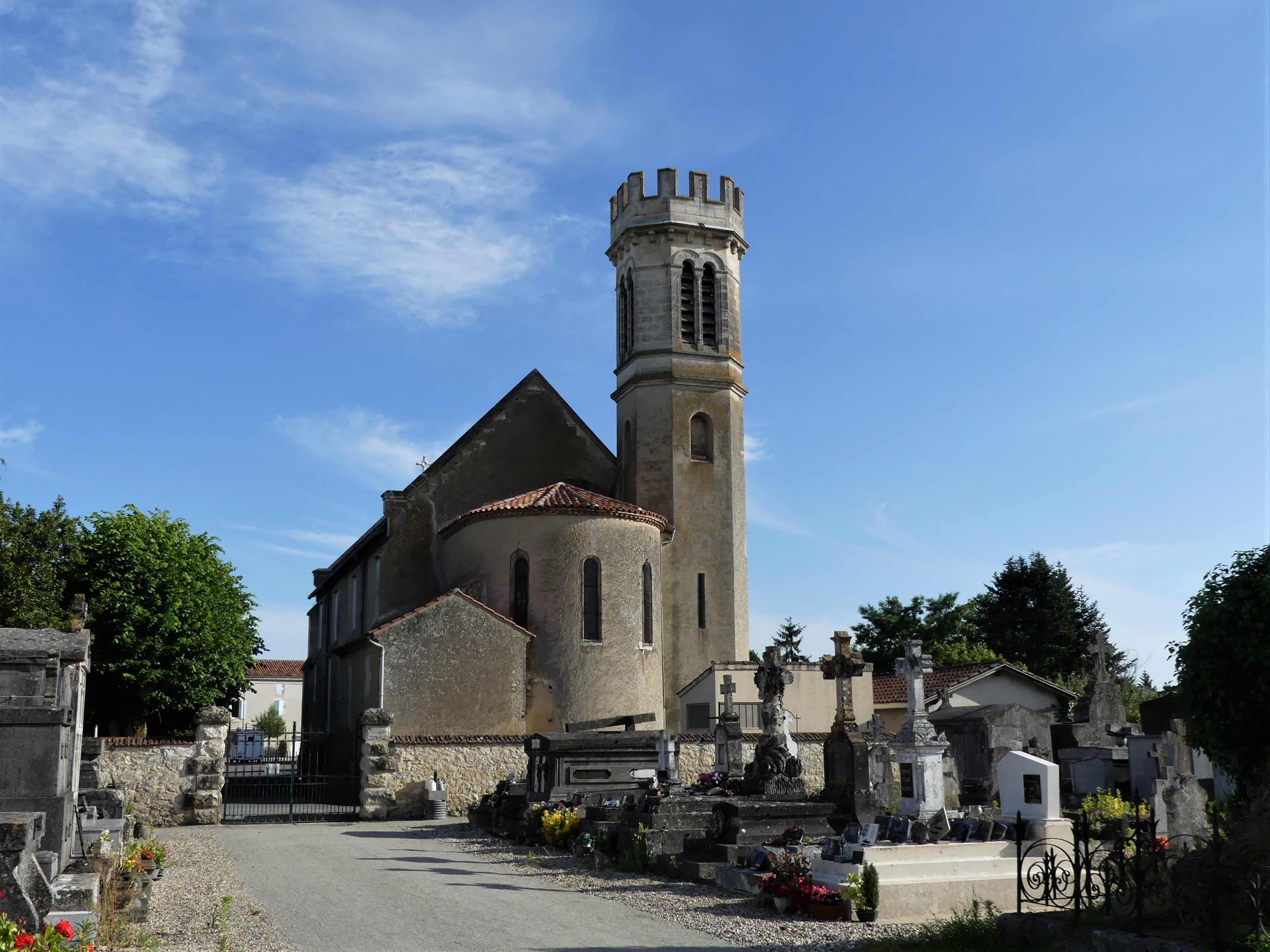
Kirche der Unbefleckten Empfängnis
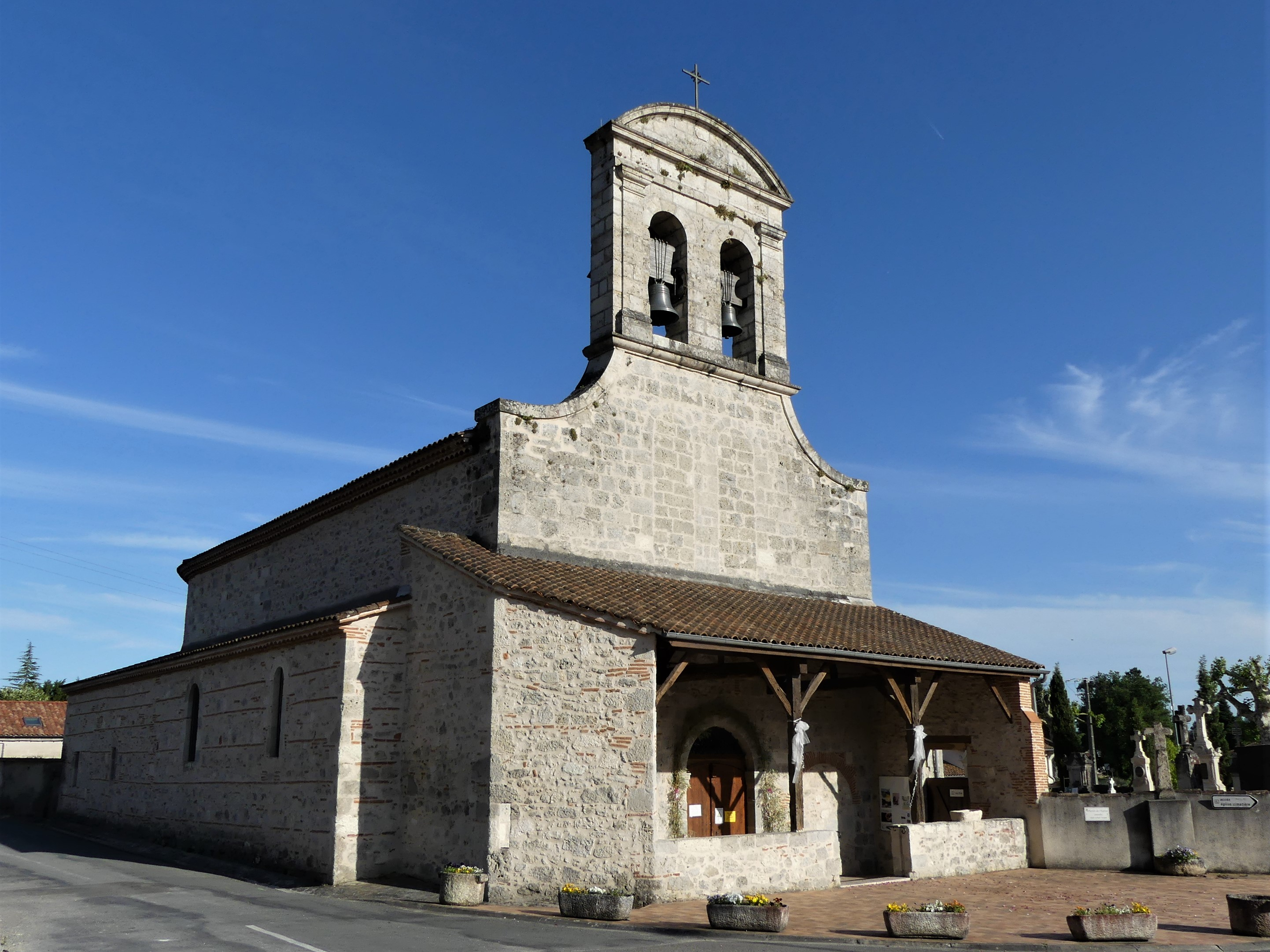
Kirche Saint-Cirq et Sainte-Julitte

## Persönlichkeiten
- Maurice Mességué (1921–2017), Pflanzenkundler und Schriftsteller

## Gemeindepartnerschaft
Mit der italienischen Gemeinde San Fior in der Provinz Treviso (Venetien) besteht eine Partnerschaft.

## Trivia
Die Kliniken von Agen liegen in der Gemeinde.